# Live In Essen 2013
Live in Essen 2013 (также «Иначе. Live in Essen 2013») — концертный релиз российской рок-группы ДДТ, выпущенный компанией Navigator Records в 2014 году в форматах CD и DVD.

## Об издании
Live in Essen 2013 содержит аудио- и видеозапись концерта ДДТ 11 мая 2013 года в Эссене (Германия) в рамках европейского тура в поддержку альбома Иначе, вышедшего в 2011 году. Режиссёрами концерта стали Андрей Могучий и Пауль Хауптман (ранее работавший с Дэвидом Боуи, Apocalyptica и Tokio Hotel).
В первом отделении была целиком сыграна программа «Иначе» (рецензент сайта NEWSmuz.com отметил превосходство концертного звучания альбома над студийным за счёт насыщенной перкуссии (Вишняков, Мамай) и бэк-вокала (Шумайлов, Васильев, Вишняков), а также усиления роли Алёны Романовой). Новый музыкальный материал, несмотря на практически полное отсутствие хит-синглов («Песня о свободе»), был воспринят публикой более чем благосклонно.
Вторая часть содержала проверенные временем композиции; некоторые из них публика исполняла совместно с группой. Большая часть песен этого блока звучала в обновлённых аранжировках. Наиболее эффектным, по мнению критиков, вышло завершение: «Что такое осень», «Родина» и «Это всё…».
Оформление бокс-сета также получило положительную оценку — каждый из дисков упакован в свой собственный конверт, дополнительно к изданию прилагается буклет с фотографиями.

## Список композиций

### DVD
| DVD 1: 1. Noise № 1 2. Родившимся этой ночью 3. Солнечный свет 4. Эй, ты, кто ты 5. Пустота 6. Кризис 7. Проводник 8. Напиши мне, напиши 9. Встреча 10. Made in China 11. За тобой пришли 12. Новая Россия 13. Noise № 2 14. Песня о времени 15. Когда ты была здесь 16. Песня о свободе 17. Юго-западный ветер Музыка и слова: Ю. Шевчук, кроме 1 — музыка К. Шумайлов, 10 — слова: Ю. Шевчук, М. Самаркина, 13 — музыка: А. Романова. | DVD 2: 1. Брови мои чёрные (Алёна Романова) 2. Отдавала меня мать... (Алёна Романова) 3. Пропавший без вести 4. Ветер 5. Просвистела 6. Актриса Весна 7. Когда закончится нефть 8. Хиппаны 9. Мама, это рок-н-ролл 10. Где мы летим 11. Погром 12. Метель 13. Что такое осень / Тёмная ночь (отрывок) (Антон Вишняков) 14. Родина 15. Это всё… Музыка и слова: Ю. Шевчук, кроме 1, 2 — музыка и слова народные. |

### CD
| №  | Название                | Длительность |
| -- | ----------------------- | ------------ |
| 1. | «Noise № 1»             |              |
| 2. | «Родившимся этой ночью» |              |
| 3. | «Солнечный свет»        |              |
| 4. | «Эй, ты, кто ты»        |              |
| 5. | «Пустота»               |              |
| 6. | «Кризис»                |              |
| 7. | «Проводник»             |              |
| 8. | «Напиши мне, напиши»    |              |

| №  | Название              | Длительность |
| -- | --------------------- | ------------ |
| 1. | «Встреча»             |              |
| 2. | «Made in China»       |              |
| 3. | «За тобой пришли»     |              |
| 4. | «Новая Россия»        |              |
| 5. | «Noise № 2»           |              |
| 6. | «Песня о времени»     |              |
| 7. | «Когда ты была здесь» |              |
| 8. | «Песня о свободе»     |              |
| 9. | «Юго-западный ветер»  |              |

| №  | Название                                         | Длительность |
| -- | ------------------------------------------------ | ------------ |
| 1. | «Брови мои чёрные» (вокал - Алёна Романова)      |              |
| 2. | «Отдавала меня мать...» (вокал - Алёна Романова) |              |
| 3. | «Пропавший без вести»                            |              |
| 4. | «Ветер»                                          |              |
| 5. | «Просвистела»                                    |              |
| 6. | «Актриса Весна»                                  |              |
| 7. | «Когда закончится нефть»                         |              |
| 8. | «Хиппаны»                                        |              |
| 9. | «Мама, это рок-н-ролл»                           |              |

| №  | Название          | Длительность |
| -- | ----------------- | ------------ |
| 1. | «Где мы летим»    |              |
| 2. | «Погром»          |              |
| 3. | «Метель»          |              |
| 4. | «Что такое осень» |              |
| 5. | «Родина»          |              |
| 6. | «Это всё...»      |              |

## Участники записи
- Юрий Шевчук — вокал, гитара, автор.
- Константин Шумайлов — клавишные, вокал.
- Алексей Федичев — гитары, вокал.
- Алёна Романова — вокал
- Артём Мамай — ударные, перкуссия.
- Роман Невелев — бас-гитара, акустическая гитара.
- Иван Васильев — труба, шумовые, вокал.
- Антон Вишняков — тромбон, перкуссия, вокал.

В оформлении буклета использованы фотографии Евгения Фельдмана и Александра Бровко.